# ヒルサイド駅 (LIRR)
ヒルサイド駅（ヒルサイドえき、英: Hillside）、旧称ロッカウェイ・ジャンクション（英: Rockaway Junction）とは、かつてアメリカのニューヨーククイーンズ区ヒルサイドにあったロングアイランド鉄道 (LIRR) の本線およびモントーク支線にあったジャンクションおよび駅である。この駅は現在モントーク支線が本線の東行き旅客線2本および貨物線2本をまたいでいる場所（ヒルサイド車両基地のすぐ西）に位置していた。

## 歴史
このジャンクションは1871年にLIRRのロッカウェイ支線（現在のモントーク支線）が本線から南に分岐するように建設された時に誕生した。当初ここに駅はなかったが、1890年6月24日にアトランティック・アベニュー・ラピッド・トランジットの各駅停車がウッドヘブン・ジャンクション駅からをジャマイカ駅を経由してロッカウェイ・ジャンクションまで延伸された時に新しいターミナル駅として開業した（キャナル・ストリート駅も同時に開業した）。1897年までに、これらの各駅停車が本線を通ってヘンプステッド駅へ行くか、モントーク支線 (Montauk Division) を通ってバレー・ストリーム駅まで行くようになった。
ロッカウェイ・ジャンクションは1905年8月29日に電化されたが、1905年から1906年の間にLIRRの主要な操車場のホルバン・ヤードと接続するために駅舎が取り壊された。そしてある時ヒルサイドに改名された。1911年5月15日に新しい駅舎が古い駅舎があった場所に建てられ、その後の1930年10月1日にモントーク支線 (Montauk Branch) が高架化された時にこのジャンクションはなくなった。それから1年とたたないうちに勾配を解消する計画 (grade elimination project) の一環として、高床ホーム、階段、橋が設置された。この駅は1966年7月1日に廃止された。廃止から24年後、ロッカウェイ・ジャンクションの敷地およびその付近のホルバン・ヤードはLIRRのヒルサイド車両基地 (Hillside Maintenance Facility) の敷地となった。